# Phlugiolopsis
Phlugiolopsis is een geslacht van rechtvleugelige insecten die behoort tot de familie van de sabelsprinkhanen (Tettigoniidae). De typesoort van het geslacht is Phlugiolopsis henryi.

## Taxonomie
De volgende soorten zijn bij het geslacht ingedeeld:
- Phlugiolopsis adentis Bian, Shi & Chang, 2012[3]
- Phlugiolopsis brevis Xia & Liu, 1992[4]
- Phlugiolopsis chayuensis Wang, Li & Liu, 2012[2]
- Phlugiolopsis digitusis Bian, Shi & Chang, 2012[3]
- Phlugiolopsis grahami (Tinkham, 1944)[5]
- Phlugiolopsis henryi Zeuner, 1940[1]
- Phlugiolopsis jinyunensis (Shi & Zheng, 1994)[6]
- Phlugiolopsis longicerca Wang, Li & Liu, 2012[2]
- Phlugiolopsis minuta (Tinkham, 1943)[7]
- Phlugiolopsis mistshenkoi (Gorochov, 1993)[8]
- Phlugiolopsis pectinis Bian, Shi & Chang, 2012[3]
- Phlugiolopsis punctata Wang, Li & Liu, 2012[2]
- Phlugiolopsis ramosissima Wang, Li & Liu, 2012[2]
- Phlugiolopsis tribranchis Bian, Shi & Chang, 2012[3]
- Phlugiolopsis trullis Bian, Shi & Chang, 2012[3]
- Phlugiolopsis tuberculata Xia & Liu, 1992[4]
- Phlugiolopsis vietnamica Wang, Li & Liu, 2012[2]
- Phlugiolopsis yaeyamensis Yamasaki, 1986[9]
- Phlugiolopsis yunnanensis Shi & Ou, 2005[10]